# Saint-Pardoult
Pour les articles homonymes, voir Saint-Pardoux.
Saint-Pardoult est une commune du Sud-Ouest de la France située dans le département de la Charente-Maritime, en région Nouvelle-Aquitaine.
Ses habitants sont appelés les Saint-Pardoltiens ou Saint-Pardousiens et les Saint-Pardoltiennes ou Saint-Pardousiennes.

## Géographie
Le village est sur le rive droite de la Boutonne, rivière qui délimite toute la frontière ouest de la commune.

### Communes limitrophes
|                      | Saint-Pierre-de-l'Isle   |                      |
| Antezant-la-Chapelle | Saint-Pardoult           | Nuaillé-sur-Boutonne |
|                      | Les Églises-d'Argenteuil |                      |

## Urbanisme

### Typologie
Au 1er janvier 2024, Saint-Pardoult est catégorisée commune rurale à habitat dispersé, selon la nouvelle grille communale de densité à 7 niveaux définie par l'Insee en 2022.
Elle est située hors unité urbaine. Par ailleurs la commune fait partie de l'aire d'attraction de Saint-Jean-d'Angély, dont elle est une commune de la couronne,. Cette aire, qui regroupe 37 communes, est catégorisée dans les aires de moins de 50 000 habitants,.

### Occupation des sols
L'occupation des sols de la commune, telle qu'elle ressort de la base de données européenne d’occupation biophysique des sols Corine Land Cover (CLC), est marquée par l'importance des territoires agricoles (87,4 % en 2018), une proportion identique à celle de 1990 (87,4 %). La répartition détaillée en 2018 est la suivante : 
terres arables (74,6 %), zones agricoles hétérogènes (12,7 %), forêts (12,6 %). L'évolution de l’occupation des sols de la commune et de ses infrastructures peut être observée sur les différentes représentations cartographiques du territoire : la carte de Cassini (XVIIIe siècle), la carte d'état-major (1820-1866) et les cartes ou photos aériennes de l'IGN pour la période actuelle (1950 à aujourd'hui).

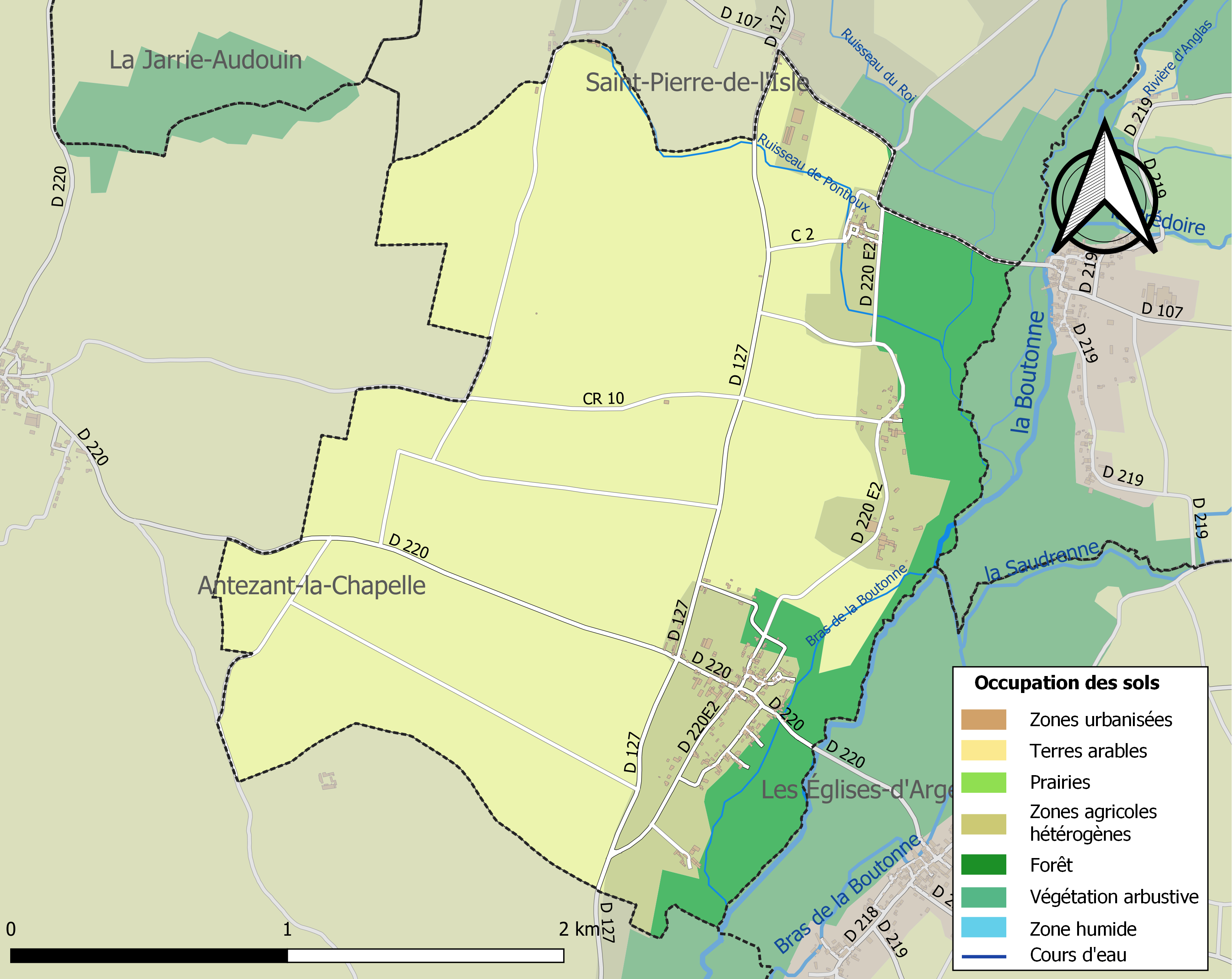
Carte des infrastructures et de l'occupation des sols de la commune en 2018 (CLC).

### Risques majeurs
Le territoire de la commune de Saint-Pardoult est vulnérable à différents aléas naturels : météorologiques (tempête, orage, neige, grand froid, canicule ou sécheresse), inondations, mouvements de terrains et séisme (sismicité modérée). Il est également exposé à un risque technologique,  le transport de matières dangereuses. Un site publié par le BRGM permet d'évaluer simplement et rapidement les risques d'un bien localisé soit par son adresse soit par le numéro de sa parcelle.

#### Risques naturels
Certaines parties du territoire communal sont susceptibles d’être affectées par le risque d’inondation par débordement de cours d'eau, notamment la Boutonne. La commune a été reconnue en état de catastrophe naturelle au titre des dommages causés par les inondations et coulées de boue survenues en 1982, 1993, 1999 et 2010,.

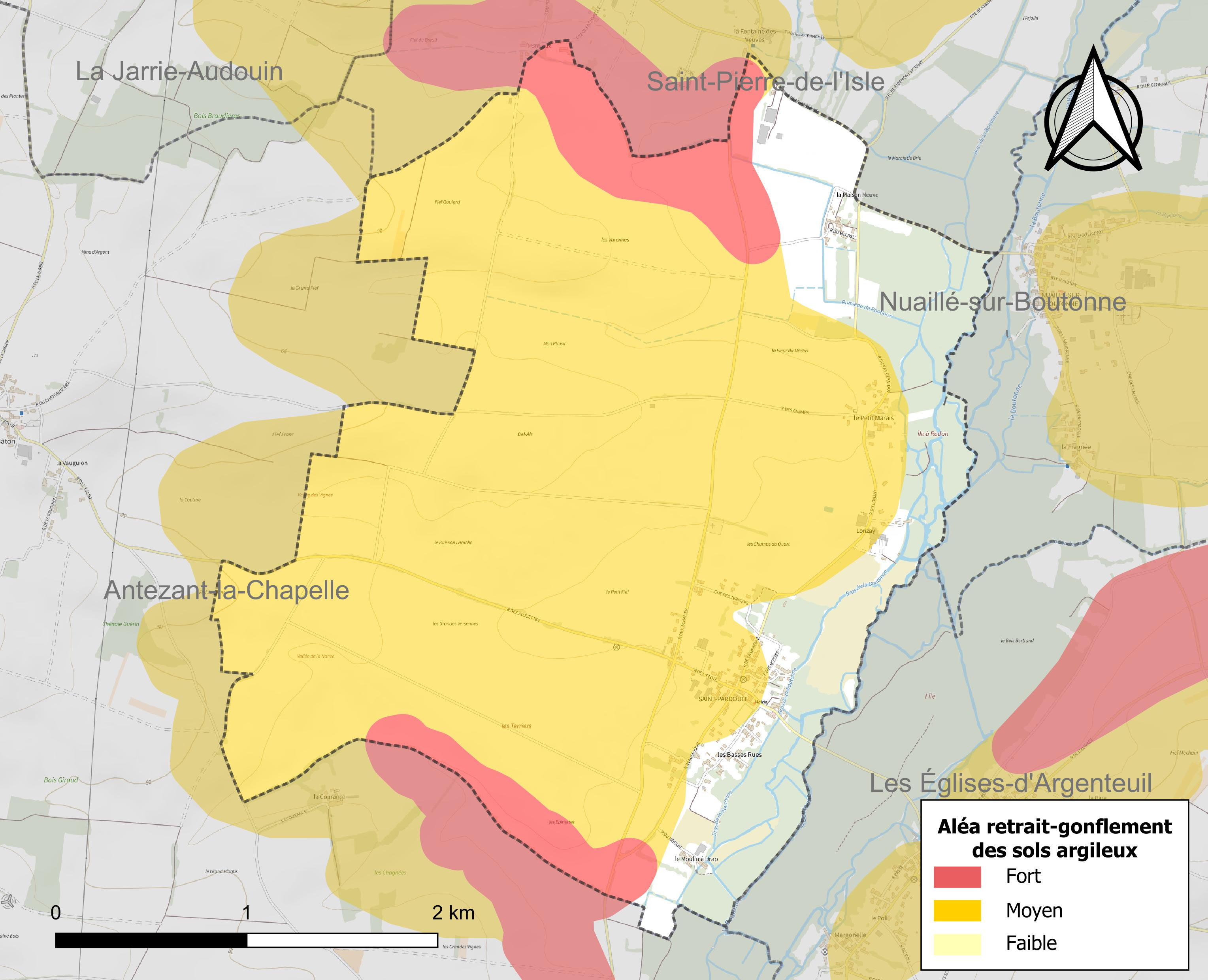
Carte des zones d'aléa retrait-gonflement des sols argileux de Saint-Pardoult.

Les mouvements de terrains susceptibles de se produire sur la commune sont des tassements différentiels.
Le retrait-gonflement des sols argileux est susceptible d'engendrer des dommages importants aux bâtiments en cas d’alternance de périodes de sécheresse et de pluie. 80,1 % de la superficie communale est en aléa moyen ou fort (54,2 % au niveau départemental et 48,5 % au niveau national). Sur les 133 bâtiments dénombrés sur la commune en 2019,  78 sont en aléa moyen ou fort, soit 59 %, à comparer aux 57 % au niveau départemental et 54 % au niveau national. Une cartographie de l'exposition du territoire national au retrait gonflement des sols argileux est disponible sur le site du BRGM,.
Par ailleurs, afin de mieux appréhender le risque d’affaissement de terrain, l'inventaire national des cavités souterraines permet de localiser celles situées sur la commune.
Concernant les mouvements de terrains, la commune a été reconnue en état de catastrophe naturelle au titre des dommages causés par des mouvements de terrain en 1999 et 2010.

#### Risques technologiques
Le risque de transport de matières dangereuses sur la commune est lié à sa traversée par une ou des infrastructures routières ou ferroviaires importantes ou la présence d'une canalisation de transport d'hydrocarbures. Un accident se produisant sur de telles infrastructures est susceptible d’avoir des effets graves sur les biens, les personnes ou l'environnement, selon la nature du matériau transporté. Des dispositions d’urbanisme peuvent être préconisées en conséquence.

## Toponymie
Le nom de la commune a pour référence étymologique Pardulphe de Guéret (sanctus Pardulfus) à qui la paroisse a été dédiée. Le nom d'origine du village viendrait de Ciriacum, de l'anthroponyme gallo-romain Cyrius, auquel a été apposé le suffixe -acum.

## Histoire
Le nom de ce village change plusieurs fois, jusqu'aux alentours de l'an mil, il semble que la dominante soit Chiriacum ou Chiriaco (dont une famille tient le fief en partage avec les Partellan). Les dons successifs vers l'abbaye de Saint-Jean en 1088 vont donner naissance à la paroisse de Saint-Pardoulph.
Au XVIIe siècle, il est attesté que Jean Griffon est curé de Saint-Pardoult. Il était le fils cadet de Étienne II, écuyer, seigneur de Fiefmélé, qui épousa, le 25 mai 1642, Elisabeth Boisard. Par ailleurs, en 1667, Anthoyne Guynot est seigneur de Saint-Pardoult.
Le 12 septembre 1760, Legeron, curé de Saint-Pardoult, est présent à l'inhumation de Jean Caillaud, prêtre.
En 1789, la famille Mallevaut de Vaumorand (Malvaud de Vaumorand) est réputée seigneur de Saint-Pardoult.
Sous la Révolution française, la commune changea de nom, ce qui fut systématiquement le cas pour les territoires portant un nom de saint, c'est ainsi que le village fut rebaptisé La Bienfaisance en 1789, puis Saint-Pardoul apparaît en 1793.

### Liste des maires

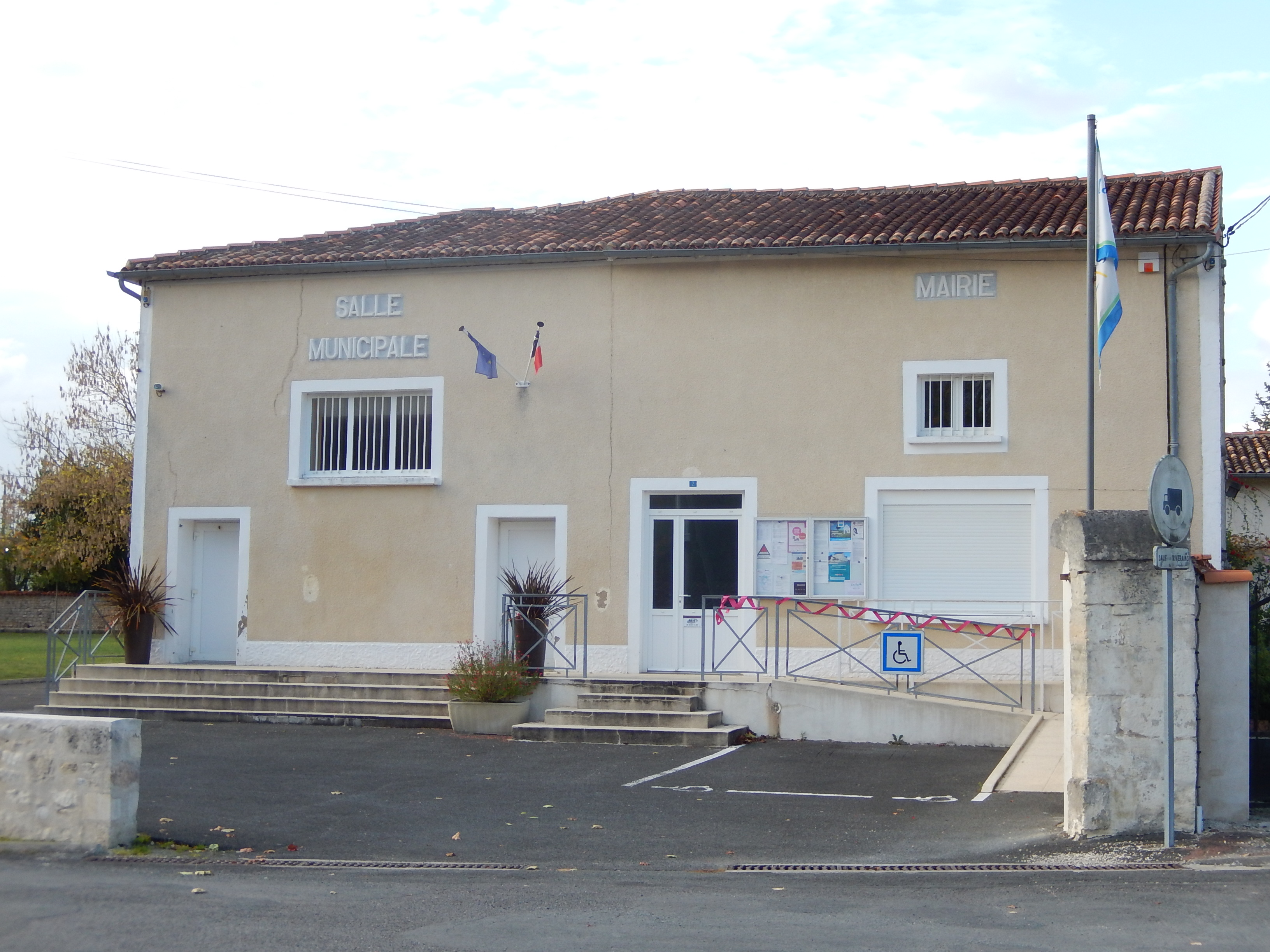
La mairie de Saint-Pardoult.

## Démographie

### Évolution démographique
L'évolution du nombre d'habitants est connue à travers les recensements de la population effectués dans la commune depuis 1793. Pour les communes de moins de 10 000 habitants, une enquête de recensement portant sur toute la population est réalisée tous les cinq ans, les populations de référence des années intermédiaires étant quant à elles estimées par interpolation ou extrapolation. Pour la commune, le premier recensement exhaustif entrant dans le cadre du nouveau dispositif a été réalisé en 2005.

En 2022, la commune comptait 214 habitants, en évolution de −9,7 % par rapport à 2016 (Charente-Maritime : +4,04 %, France hors Mayotte : +2,11 %).
| 1793 | 1800 | 1806 | 1821 | 1831 | 1836 | 1841 | 1846 | 1851 |
| ---- | ---- | ---- | ---- | ---- | ---- | ---- | ---- | ---- |
| 286  | 343  | 312  | 346  | 391  | 353  | 362  | 376  | 369  |

| 1856 | 1861 | 1866 | 1872 | 1876 | 1881 | 1886 | 1891 | 1896 |
| ---- | ---- | ---- | ---- | ---- | ---- | ---- | ---- | ---- |
| 348  | 332  | 372  | 393  | 405  | 403  | 333  | 300  | 293  |

| 1901 | 1906 | 1911 | 1921 | 1926 | 1931 | 1936 | 1946 | 1954 |
| ---- | ---- | ---- | ---- | ---- | ---- | ---- | ---- | ---- |
| 301  | 283  | 280  | 237  | 216  | 218  | 241  | 250  | 234  |

| 1962 | 1968 | 1975 | 1982 | 1990 | 1999 | 2005 | 2006 | 2010 |
| ---- | ---- | ---- | ---- | ---- | ---- | ---- | ---- | ---- |
| 247  | 238  | 219  | 173  | 185  | 192  | 203  | 206  | 224  |

| 2015 | 2020 | 2022 | - | - | - | - | - | - |
| ---- | ---- | ---- | - | - | - | - | - | - |
| 233  | 222  | 214  | - | - | - | - | - | - |

## Lieux et monuments

### Église paroissiale Saint-Pardoult

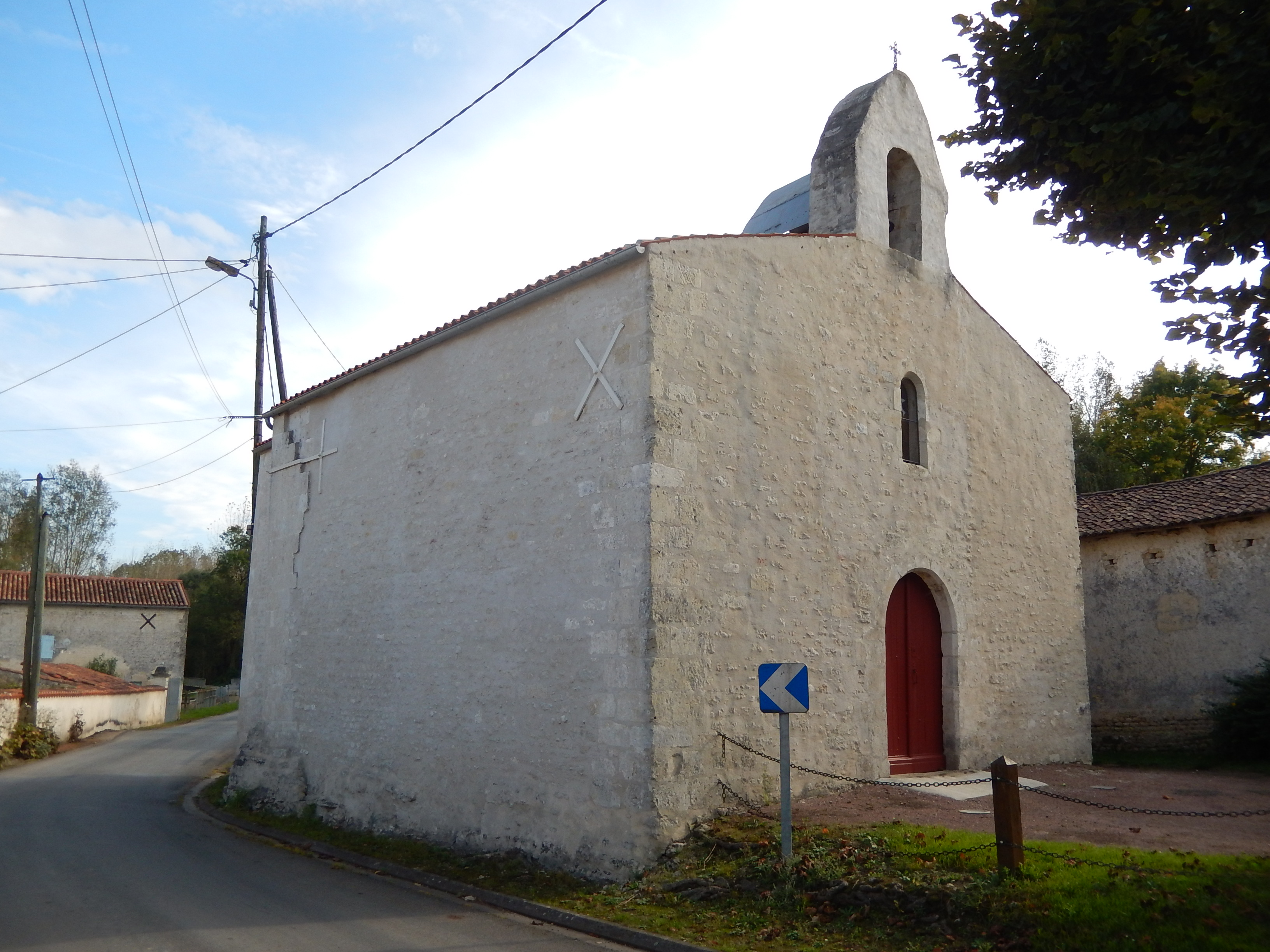
L'église de Saint-Pardoult.

La terre sur laquelle allait naître la paroisse fut donnée par Albouin de Partellan à l'abbaye Saint-Pierre-de-Cluny (ecclesia sancti Pardulphi de Ciriaco ou Chiriaco).
Les Clunisiens aurait eu pour but de reconstruire cette paroisse, mais celle-ci, pauvre et éloignée de Cluny, ne fut pas rebâtie.
Guillaume de Partellan, le frère de Albouin, aurait racheté cette paroisse puis en aurait fait don en 1088 à l'abbaye de Saint-Jean-d'Angély. Les terres, prés et moulins ainsi qu'une somme pour édifier le chevet de l'église allèrent avec le don.
gkiLes Bénédictins la reconstruisirent puis elle fut consacrée probablement entre 1300 et 1305, par Bertrand de Goth archevêque de Bordeaux, futur Clément V.
Les Guerres de religion n'épargnèrent pas cette région et ruinèrent cette paroisse, elle ne fut réparée qu'au XVIIIe siècle ainsi qu'en témoigne l'inscription au sommet du milieu du transept : Fait par moy l. de Glane en 1787 et par Moy L.- G de "Saint-Paldou". Le prieuré-cure de Saint-Pardoult était réuni à l'office du chambrier de l'Abbaye de Saint-Jean-d'Angély.
L'église romane du XIIe siècle a disparu à l'exception de deux piliers situés à l'entrée du chœur, ce sont deux gros piliers quadrangulaires flanqués de deux colonnes cylindriques surmontées de chapiteaux.
- À gauche, face à la nef, le pilier représente un sacrifice d'Abraham : le fils d'Abraham est représenté à genoux sur une pierre cubique. Abraham, placé derrière, appuie sur sa tête de la main gauche et brandit de la droite un instrument tranchant. L'ange est placé en avant, les ailes déployées tournant le dos à Abraham. Un autre ange lui fait face de l'autre côté du chapiteau. En arrière d’Abraham, un ange conduit un bélier et touche le patriarche de l'aile et de la main pour empêcher le sacrifice.
- Le chapiteau de la deuxième colonne est formé de larges feuillages. Le tailloir qu'ils supportent est orné d'un galon plié portant des traces de peinture.
- Le chapiteau de droite, face à la nef, porte à son angle une tête de personnage à la barbe taillée en pointe, d'un assez joli profil. La tête d'un animal accroupi sur la face sud forme l'autre angle. En avant sont représentés deux personnages à longue robe, qui l'on suppose être des moines qui se tiennent par la main, représentant la concorde. Sur la face nord sont deux lutteurs en bliaud court se tenant à bras le corps et représentant la discorde. Sur l'autre chapiteau sont représentés deux gros animaux contournés dont les tâtes forment les angles.

Le bénitier est supporté par une pierre trouvée en 1862 dans les déblais de l'ancien cimetière représentant un petit personnage tenant un phylactère ou est inscrit :
Alizon nolite in altu extollere cornu vim (Alizon, cessez d'élever votre tête avec insolence).

### Monument aux morts
Le monument aux morts est le point central de la commune ; dédié aux Morts pour la France, il délivre les noms des soldats tombés pendant les combats.
- ABLIS Georges, né le 22/04/1895, Soldat au 57e Régiment d'Infanterie. Mort le 05/05/1917 à 22 ans
- BERTIN Gaston, né le 12/06/1881, 2e servant au 3e Régiment d'Artillerie à Pied. Mort le 04/10/1917 à 36 ans
- BILLAUDEAU Eugène, Adrien, né le 12/04/1885, Soldat au 234e Régiment d'Infanterie. Mort le 20/09/1917 à 32 ans
- CHALLET Adrien, Paul, né le 25/01/1885, Soldat au 323e Régiment d'Infanterie. Mort le 19/03/1916 à 31 ans
- DEFOIS Paul, Lucien, né le 13/09/1893, 2e Canonnier au 24e Régiment d'Artillerie de Campagne. Mort le 04/04/1918 à 25 ans
- DEFOIS René, né le 01/12/1897, Soldat au 8e Régiment d'Infanterie. Mort le 04/06/1918 à 21 ans
- DUPUY Jean, né le 07/07/1888 à Blond (87). Soldat au 123e Régiment d'Infanterie. Mort le 11/05/1916 à 28 ans
- FRAPPIER Adrien, Georges, né le 08/12/1885, Sapeur Mineur au 6e Génie. Mort le 21/06/1915 à 30 ans
- GOICHON Pierre, Frédéric, né le 08/12/1880 à La Jonchère (85), Soldat au 3e Régiment Infanterie Coloniale. Mort le 25/09/1915 à 35 ans
- GOUGEAT Georges, né le 25/05/1881, Soldat au 7e Régiment d'Infanterie. Mort le 24/04/1915 à 34 ans
- GUEDEAU Roger, Jules, Daniel, né le 17/08/1888, Canonnier au 83e Régiment d'Artillerie Lourde. Mort le 08/10/1918 à 30 ans
- GUEDEAU Samuel, né le 21/03/1887, Soldat au 33e Régiment d'Infanterie Coloniale. Mort le 16/02/1915 à 28 ans
- JOUSSEAUME Louis, Félix, Eugène, né le 05/07/1883, Maréchal des Logis au 1er Régiment d'Artillerie Coloniale. Mort le 26/09/1914 à 31 ans
- NEAUD Augustin, Achille, né le 05/05/1873, Soldat au 340e Régiment d'Infanterie Territoriale. Mort le 29/12/1916 à 43 ans
- PINSONNEAU Daniel, Jean, né le 10/09/1898, Soldat au 7e Régiment d'Infanterie. Mort le 24/07/1918 à 20 ans
- RAFFIN Jules, né le 31/05/1875, Caporal au 112e Régiment d'Infanterie Territoriale (1re Cie). Mort le 12/07/1916 à 40 ans
- ROCHE Georges, Daniel, Ismaël, né le 09/09/1880 à La Vergne (17), Sergent au 170e Régiment d'Infanterie. Mort le 05/05/1915 à 35 ans
- ROUSSEAU Alcide, Gustave, né le 26/03/1893, Canonnier au 104e Régiment d'Artillerie Lourde. Mort le 12/07/1916 à 23 ans
- VERNEUIL Firmin, Alcide, né le 25/09/1879, Sergent au 67e Régiment d'Infanterie. Mort le 11/07/1916 à 37 ans

## Personnalités liées à la commune
- Jacques-Paul-Emile de Chièvres, né le 29 juin 1791, Chevalier de la Légion d'Honneur (1821)[24]
- Jack Bouin, vice-Président de la Fédération Nationale du Crédit Agricole (2015), Chevalier de la Légion d’Honneur (2017)[25]